# Route principale 19 (Suisse)
Pour les articles homonymes, voir H19 et Route 19.
La Route principale 19 est une route principale suisse reliant Brigue à Tamins près de Coire.

## Parcours

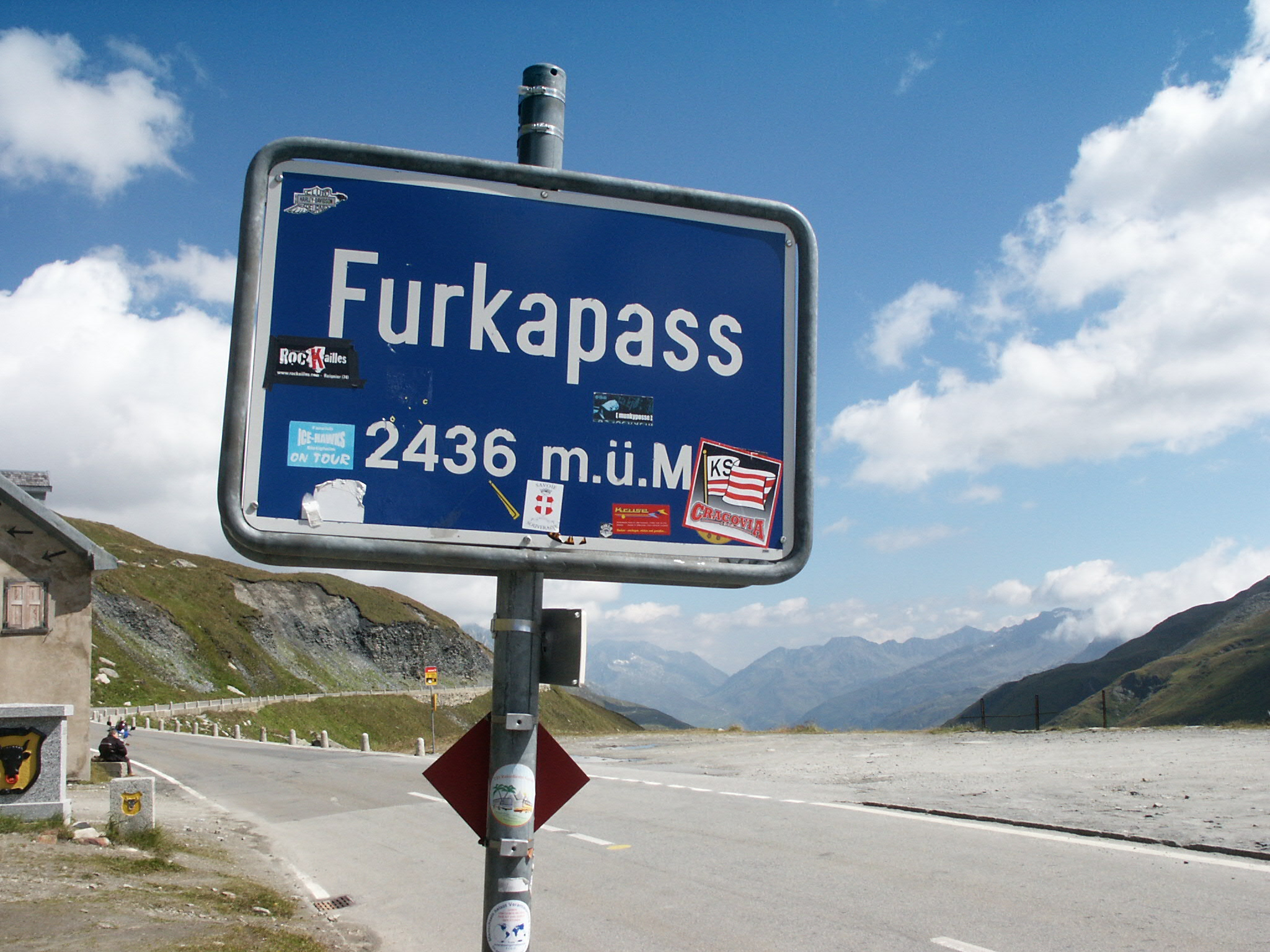
Col de la Furka.

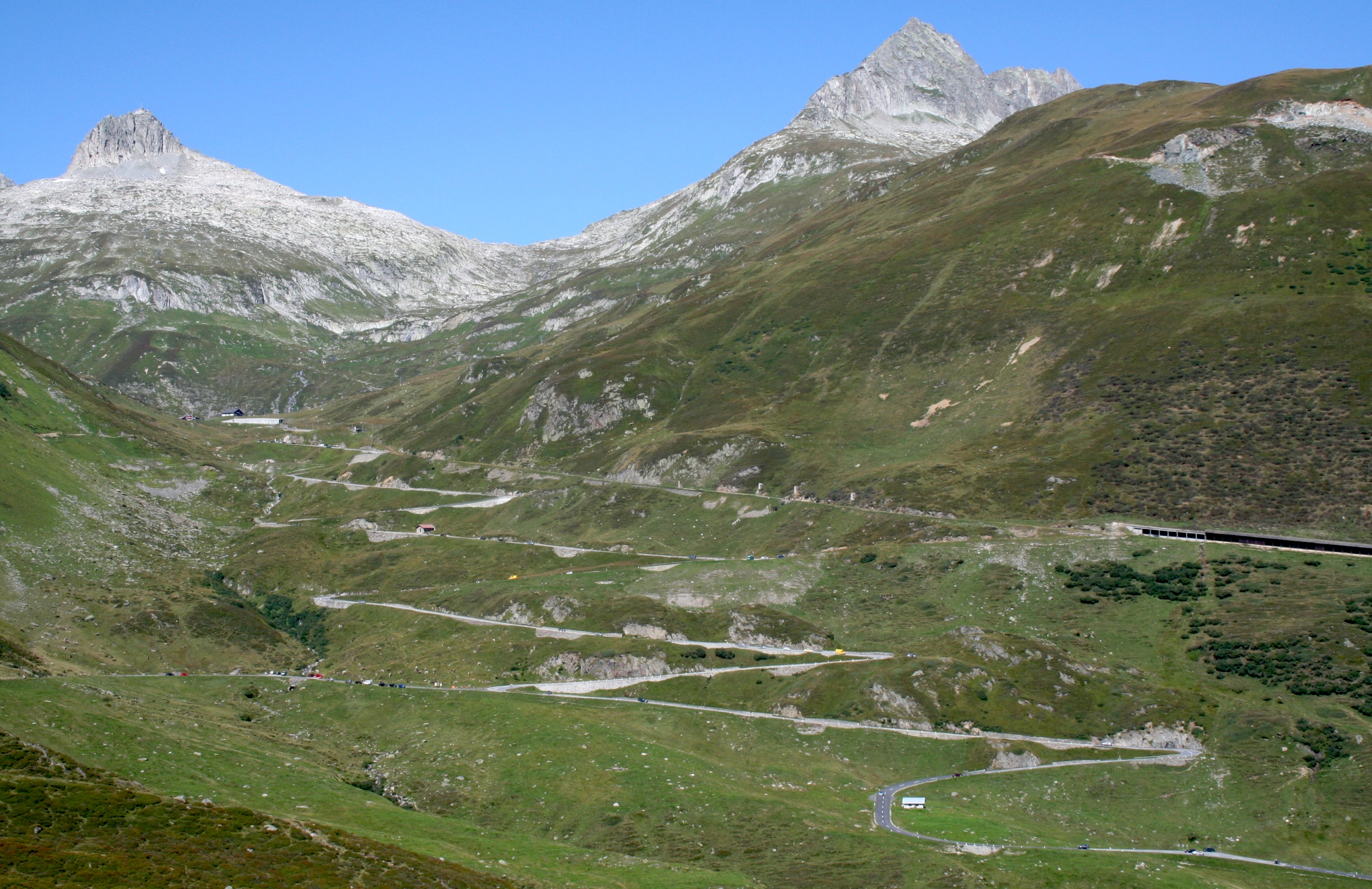
Route du col de l'Oberalp.

Depuis 1982, le transport d'automobile par voie ferroviaire par le MGB entre Oberwald et Realp au travers du tunnel de base de la Furka est une alternative au col, qui devient une obligation en hiver lors de sa fermeture. Un service de trains-autos (MGB) est mise en place entre Andermatt et Sedrun lors de la fermeture hivernale de la route du Col de l'Oberalp.
- 34 (Brig-Glis)  (9s) 
  -  Tunnel sous la Saltina (387 m)
- Brigue 214 vers Naters-Mund, 215 vers Naters-Blatten  Simplon (CFF) Lötschberg (BLS)
  -  Pont sur le Rhône
  -  Pont sur le Rhône
  -  Pont sur le Rhône
- Fiesch 216 vers le Fieschertal
  -  Pont sur le Wysswasser
- Ulrichen 413 vers Airolo via le Col du Nufenen
- Oberwald  Furka (MGB)
- Gletsch 
  -  Pont sur le Rhône
- Col de la Furka
- Realp  Furka (MGB)
  -  Pont sur la Reuss
- Hospental  (début tronçon commun) vers le col du Saint-Gothard
- Andermatt  (fin tronçon commun) vers Lucerne,  (MGB)
- Col de l'Oberalp
- Sedrun  (MGB)
- Disentis/Mustér 416 vers le Col du Lukmanier
  -  Pont sur le Rhin antérieur
  -  Pont sur le Rhin antérieur
- Ilanz 416.3 vers Obersaxen/Meierhof, 416.4 vers Villa/Vella-Vignogn, route vers Vals
- Flims
  -  Prau Pulté (430 m)
  -  Pont sur le Flem
  -  Flmserstein / Crap da Flem (2868 m)
  -  Trin-Tunnel (2002 m)
- Tamins
  -  Ponts sur le Rhin postérieur
- Domat/Ems     18 (Reichenau)  vers le Col du San Bernardino

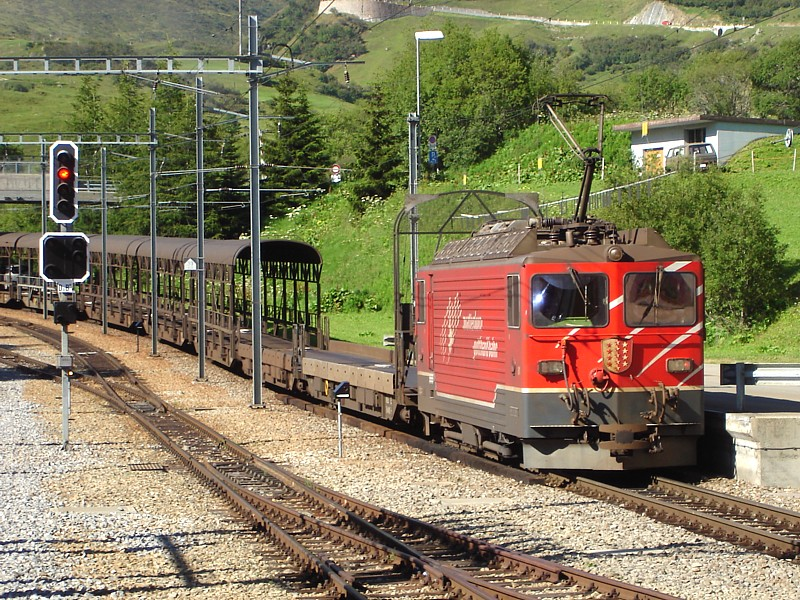
Oberwald
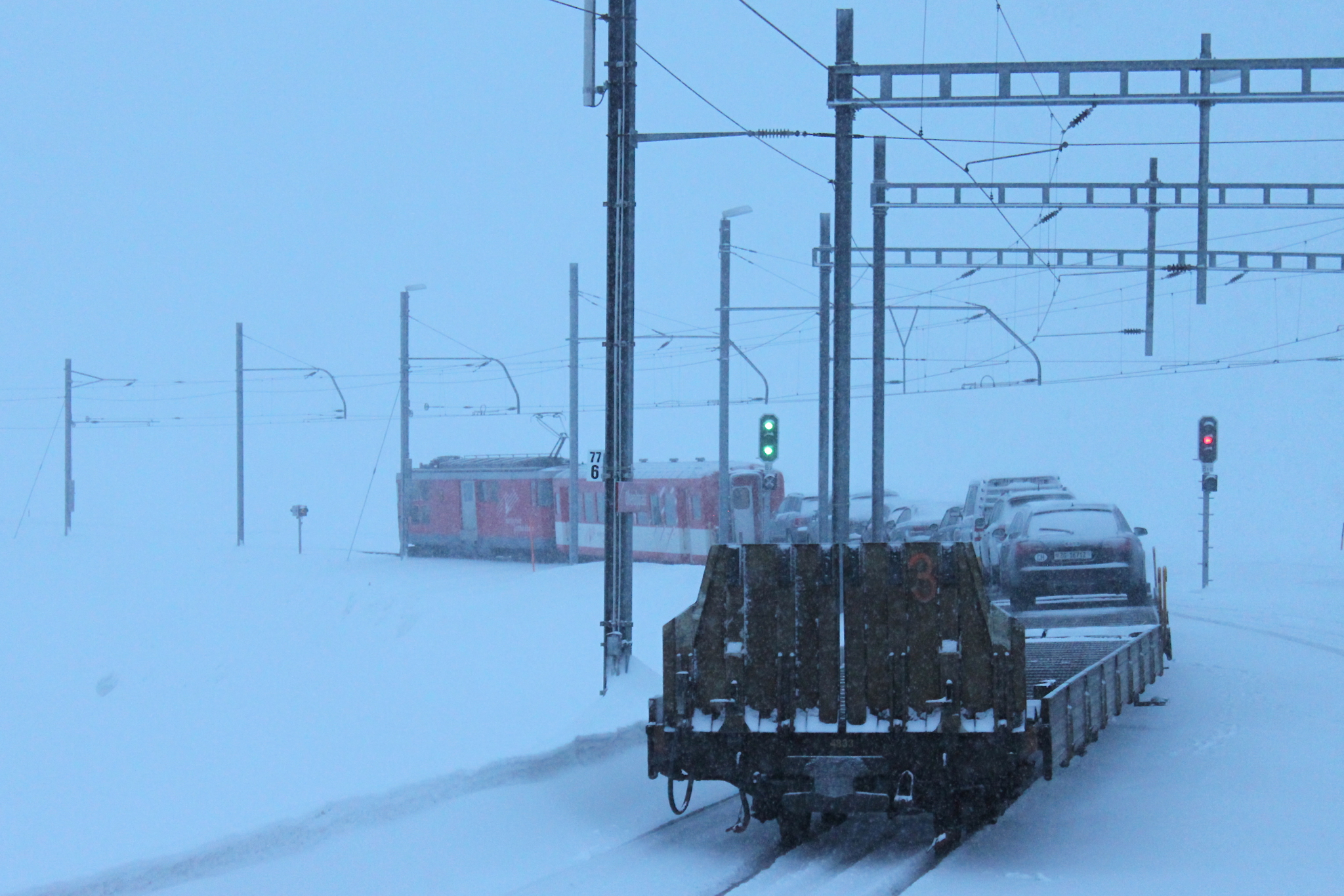
Passage du Col de l'Oberalp lors de la fermeture de la route.
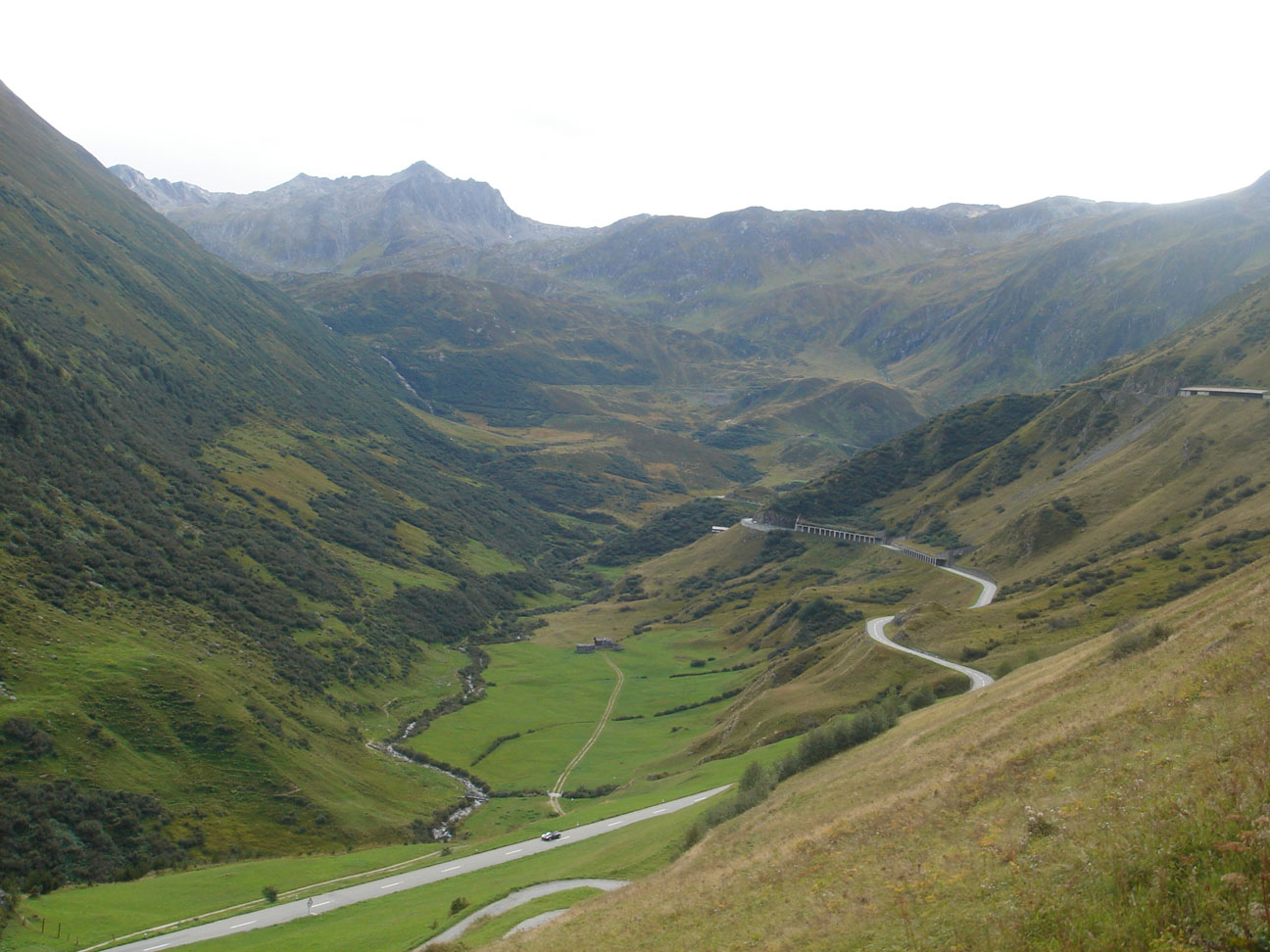
H19 entre le Col de l'Oberalp et Tschamut.
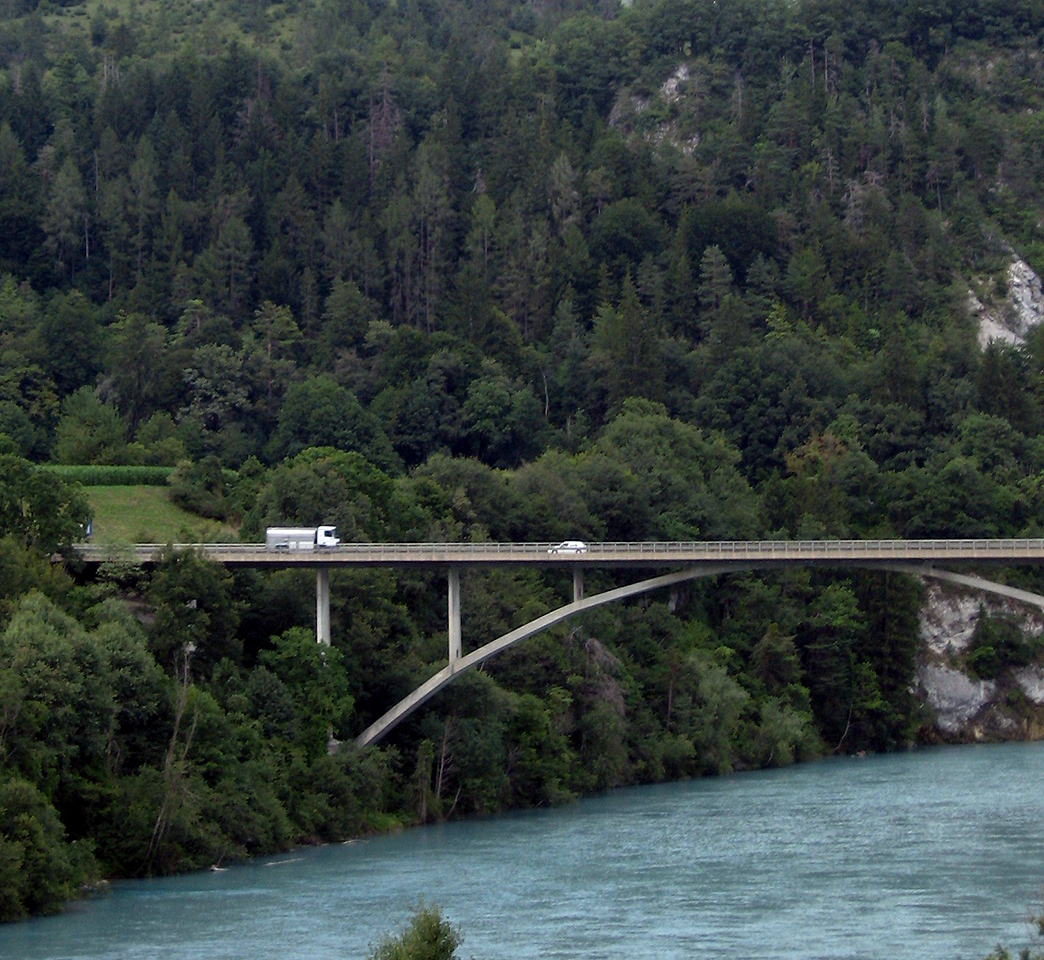
Le pont sur le Rhin à Tamins
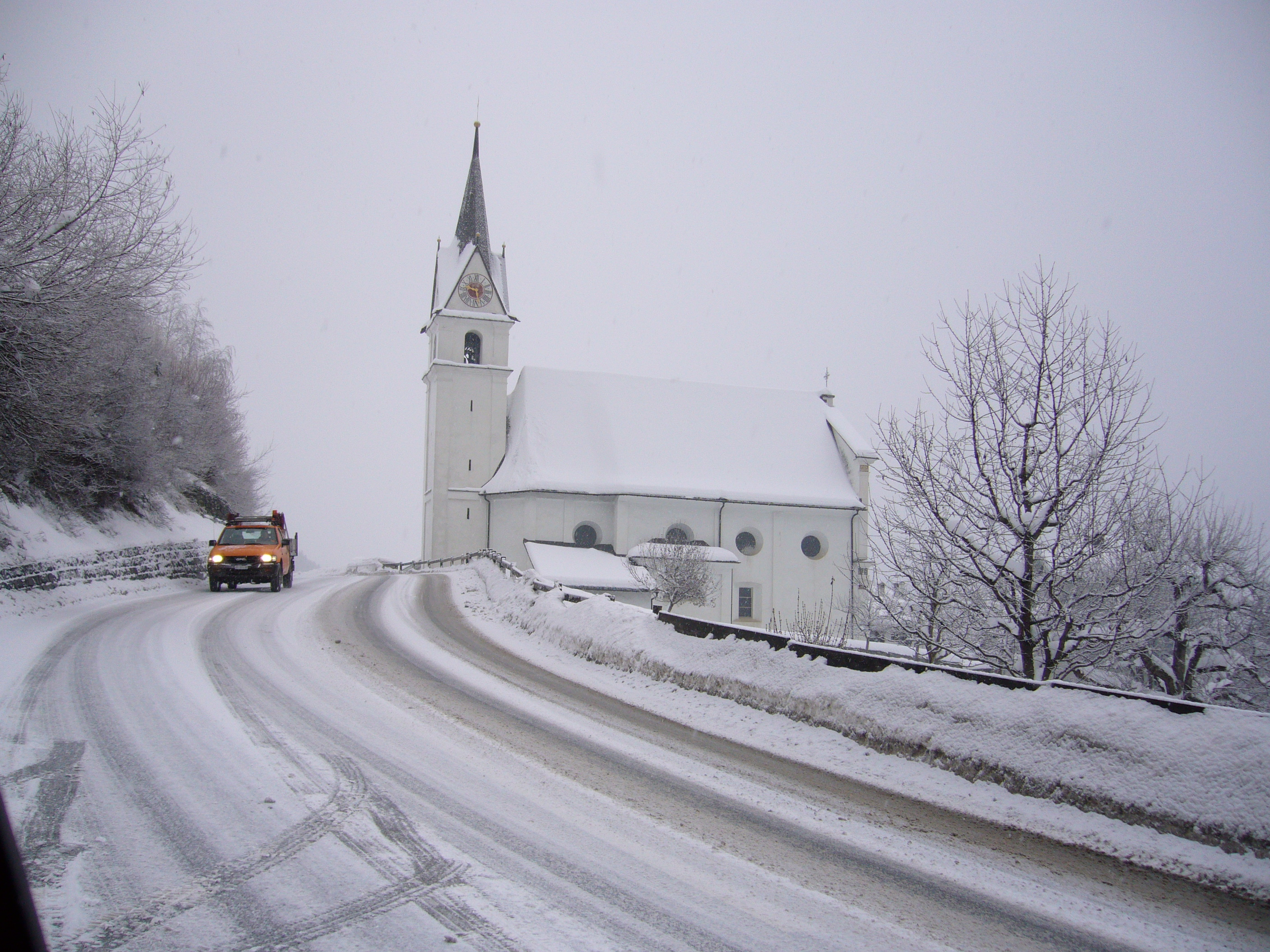
Schluein